# سفارت ژاپن در آنکارا
سفارت ژاپن در آنکارا (به ترکی استانبولی: Embassy of Japan) یک سفارت در ترکیه است که در آنکارا واقع شده‌است.